# Арчана Соренґ
Арчана Соренґ (1996 р.н.) — екологічна активістка, що належить до корінного племені Харія з села Біхабандх у Раджгангпурі в Сандергарху, Одіша, Індія. Вона працювала над поінформованістю про зміну клімату та документуванням, збереженням та популяризацією традиційних знань та практик корінних громад.
Соренг була обрана однією із семи членів Молодіжної консультативної групи зі зміни клімату, створеної Генеральним секретарем Організації Об’єднаних Націй у рамках Молодіжної стратегії ООН.

## Фон
Соренґ походить з племені Хадіа і виросла у Раджгангпурі в районі Сундаргарх міста Одіша. Вперше вона почала займатися активністю після смерті батька. Протягом усього свого життя вона була активісткою індійського католицького молодіжного руху.
Вона є колишньою президентеою профспілки студентів TISS. Вона також є колишньою Національною організаторкою племінної комісії, також відомої як Адівасі Юва Четна Манч, одна з осередків Всеіндійської федерації католицьких університетів (AICUF). Зараз вона працює науковою співробітницею у Васундхара Одіша. Vasundhara — це організація, яка займається дослідженнями дій та пропагандою екологічної політики в Бхубанешварі, яка працює над управлінням природними ресурсами, правами племен та кліматичною справедливістю.